# Sebastiano Caracciolo
Sebastiano Caracciolo (1922 – 4 aprile 2013) è stato uno scrittore e saggista italiano, nonché un importante massone e martinista.
Alto grado dell'ordine massonico Le Droit Humain in Italia, si è dedicato al Misraim - Rito di Memphis, divenendo nel 1981 Sovrano Gran Generale Ierofante dell'Antico e Primitivo Rito Orientale di Misraim e Memphis, succedendo a Gastone Ventura. 
Caracciolo ricoprì anche la carica di Sovrano Gran Maestro dell'Ordine Martinista in Italia. 
È il nonno materno del giornalista David Parenzo. 

## Opere
- La scienza ermetica. Considerazioni sulla tradizione dell'antico e primitivo rito di Misräim e Memphis, Lo Scarabeo, Bologna, 1992.
- L'Esoterismo ne "Il Mercante di Venezia" di William Shakespeare, Lo Scarabeo, Bologna, 1993.
- L'Iniziazione femminile in Massoneria. Il problema dei problemi, Ed. Liberaria Chiari, Firenze, 2004 - ISBN 9788887774467